# 강명순 (기계공학자)
강명순(康明順, 1921년~2017년 11월 6일)은 대한민국의 기계공학자이다.대한민국 학술원 자연제3분과 회원 및 한양대학교 명예교수를 지냈다.

## 경력
- 서울고등학교 교사
- 서울대학교 공과대학 전임강사
- 인하대학교 공과대학 교수
- 한양대학교 공과대학 교수
- 한양대학교 산업대학원 원장
- 대한민국학술원 자연 제3분과 회원
- 한양대학교 공과대학 기계공학부 명예교수
- 수원대학교 대학원 교수
- 수원대학교 대학원 원장
- 수원과학대학교 학장
- 대한기계학회 회장

## 저서
- 《최신 기계공작법》
- 《기계공학개론》
- 《기구학》
- 《프레스 판금가공》

## 수상 내역
- 1972년: 국민훈장 동백장
- 1977년: 동탑산업훈장
- 1978년: 은탑산업훈장
- 1986년: 5.16 민족상 산업부문
- 1991년: 고운문화재단 고운문화상
- 2001년: 인촌기념회 인촌상